# Trish Sie
Patricia « Trish » Sie (née Kulash) est une danseuse, chorégraphe et réalisatrice américaine.

## Biographie
Trish Sie est née à Washington, D.C. Elle est diplômée en théorie de la musique et composition de l'université de Pennsylvanie.
En 2006, elle a réalisé le clip de la chanson Here It Goes Again du groupe OK Go pour lequel elle a gagné le Grammy Award du meilleur clip.

## Filmographie

### Cinéma
- 2011 : The Future : chorégraphe additionnel
- 2011 : God Bless America : chorégraphe
- 2014 : Sexy Dance 5: All in Vegas : réalisatrice
- 2017 : Pitch Perfect 3 : réalisatrice
- 2020 : La Nuit où on a sauvé maman (The Sleepover) : réalisatrice
- 2023 : Nos soirées gâteau-bar (Sitting in Bars with Cake) : réalisatrice
- 2024 : Prise au jeu (Players)

### Télévision
- 2017 : Kirby Buckets : réalisatrice (2 épisodes)